# Talida Tolnai
Talida Tolnai (née le 21 août 1979 à Zalău) est une handballeuse internationale roumaine.

## Carrière
Elle remporte la médaille d'or du Championnat d'Europe des moins de 19 ans féminin de handball 1998 et la médaille de bronze du Championnat d'Europe féminin de handball 2010 avec l'équipe de Roumanie féminine de handball.
Elle participe aux Jeux olympiques d'été de 2000 à Sydney et aux Jeux olympiques d'été de 2008 à Pékin.